# Sacred Name Movement
Sacred Name Movement är en religiös rörelse som söker återupprätta kristendomens hebreiska rötter. SNM lär att Israels Gud har ett heligt egennamn, Jahve (engelska Yahweh), baserat på tetragrammaton (יַהְוֶה). Man kallar även Jesus vid hans arameiska namn, Yahshua. Rörelsens medlemmar iakttar till viss del den judiska lagen, firar de högtider som nämns i Tredje Moseboken kapitel 23 och äter enbart sådan mat som anses vara kosher.
Sacred Name Movement uppstod på 1900-talets början och har sitt ursprung i den adventistiska riktningen av kristendomen. Clarence Orvil Dodd, en medlem av Church of God (Seventh-Day) började fira de judiska högtiderna inklusive den judiska påsken år 1928 och anammade lärosatserna om det heliga namnet (eng. sacred name) i slutet på 1930-talet. Dodd kom även i kontakt med Herbert W Armstrong, grundaren av Worldwide Church of God (WCG), vilken höll med om och accepterade flera av Dodds läror.
Angelo Traina, en av Dodds anhängare, publicerade år 1950 en översättning av Nya testamentet, Holy Name New Testament, och 1962 en bibelöversättning, Holy Name Bible. Båda översättningarna var baserade på King James Bible men "Gud" hade ersatts med "Elohim", "Herren" med "Jahve" och "Jesus" med "Yahshua".